# 博托沙尼縣
博托沙尼縣是羅馬尼亞東北部的一個縣。東臨摩爾多瓦，北界烏克蘭。面積4,986平方公里，人口452,834（2002年）。首府博托沙尼。
下設2市、5镇、67鄉。